# Яндекс Станция 2
«Яндекс Станция 2» — умная колонка со встроенным голосовым ассистентом «Алиса». Разработана компанией «Яндекс». Умная колонка умеет отвечать на вопросы, озвучивать погоду, состояние на дорогах, адреса и другое из сервисов «Яндекса». «Яндекс Станция 2» также может проигрывать музыку из сервиса «Яндекс.Музыка».
«Яндекс Станция 2» является вторым поколением умной колонки «Яндекс Станции». Колонка была представлена на Yet another Conference 2021.
«Яндекс Станция 2» получила революционную технологию — протокол «умного дома» Zigbee, позволяющий управлять «умными» устройствами с протоколами Zigbee без подключения к Интернету.